# 굴토끼
굴토끼 또는 유럽토끼(Oryctolagus cuniculus)는 토끼의 한 종으로, 유럽 남서부(스페인과 포르투갈)와 아프리카 북서부(모로코와 알제리)가 원산지이다. 굴토끼는 침입종으로 잘 알려져있는데, 남극과 사하라사막 이남 아프리카를 제외한 모든 대륙의 많은 나라에 도입되었으며, 환경과 생태계를 비롯한 많은 문제를 일으켰다. 호주에서는 그 지역 토종 포식자의 부족으로 인해서 그 중에서도 굴토끼와 관련하여 가장 심각한 문제를 앓고 있다. 그러나 정작 원산지에서는 점액종증과 토끼 칼리시바이러스에 의해 초래된 질병과 과도한 사냥과 서식지 감소로 인해 개체수가 크게 감소했으며, 이로 인해 굴토끼를 먹이로 크게 의존하는 포식자인 이베리아스라소니와 흰죽지수리의 개체수 역시 감소하였다.
그물같이 상호연결되어 있는 땅굴망을 파는 것으로 잘 알려져 있으며, 먹이를 찾지않을때에는 대부분의 시간을 굴을 파는데 사용한다. 갓 태어난 새끼는 눈이 멀어있고 털이 없는채로 연약하게 태어나며, 땅굴에 있는 따뜻한 둥지 안에서 전적으로 어미에게 의존한다.
일찍부터 가축화되어 집토끼로 사육되었다.